# Lisanne Gräwe
Lisanne Gräwe (* 11. Februar 2003 in Rheda-Wiedenbrück) ist eine deutsche Fußballspielerin. Sie steht bei Eintracht Frankfurt unter Vertrag und ist seit dem 28. Oktober 2024 A-Nationalspielerin.

## Karriere

### Vereine
Die Mittelfeldspielerin Lisanne Gräwe begann ihre Karriere beim FC Kaunitz aus Verl im Kreis Gütersloh. Im Alter von 14 Jahren erhielt sie ein Angebot vom FSV Gütersloh 2009, um dort in der B-Juniorinnen-Bundesliga zu spielen. Gräwe schlug das Angebot aus und wechselte stattdessen zum SC Wiedenbrück, wo sie mit der männlichen C-Jugend in der Landesliga spielte und ein Jahr später mit ihrer neuen Mannschaft in die zweitklassige Westfalenliga aufstieg.
Im Sommer 2019 wechselte sie zum VfL Wolfsburg und kam zunächst für dessen zweite Mannschaft in der 2. Bundesliga zum Einsatz. Am 13. September 2020 gab sie ihr Bundesligadebüt für die Wölfinnen, als Gräwe beim 4:1-Auswärtssieg gegen die TSG 1899 Hoffenheim in der 76. Minute für Joelle Wedemeyer eingewechselt wurde. Nach insgesamt 23 Zweitligaspielen für Wolfsburg II, in denen sie zwei Tore erzielte, wechselte Gräwe im Sommer 2021 zum Bundesligisten Bayer 04 Leverkusen.
Seit dem 1. Juli 2023 spielt sie für Eintracht Frankfurt, wo sie einen Vertrag bis zum 30. Juni 2025 unterschrieb.

### Nationalmannschaft
Lisanne Gräwe absolvierte neun Länderspiele für die U15-Nationalmannschaft und erzielte dabei ein Tor. Es folgten zwei Spiele für die U16-Nationalmannschaft, in denen sie ohne Torerfolg blieb. Mit der U17-Nationalmannschaft gewann sie die Europameisterschaft 2019 mit 3:2 im Elfmeterschießen gegen die Niederlande. Ihr A-Länderspieldebüt gab sie am 28. Oktober 2024 in Duisburg im Freundschaftsspiel bei der 1:2-Niederlage gegen Australien, das zugleich das letzte Länderspiel von Alexandra Popp war.

## Erfolge
- U17-Europameister 2019

## Auszeichnungen
- Preisträgerin Fritz-Walter-Medaille in Gold 2022 (beste U19-Nachwuchsspielerin)

## Sonstiges
Lisanne Gräwe hat einen älteren Bruder und einen Zwillingsbruder.